# Diocesi di Ostracine
La diocesi di Ostracine (in latino Dioecesis Ostracinensis) è una sede soppressa e sede titolare della Chiesa cattolica.

## Storia
Ostracine, identificabile con Zaraniq, è un'antica sede episcopale della provincia romana dell'Augustamnica Prima nella diocesi civile d'Egitto. Faceva parte del patriarcato di Alessandria ed era suffraganea dell'arcidiocesi di Pelusio.
Il primo vescovo noto di quest'antica diocesi egiziana è Teoctisto, vescovo ariano, presente al concilio di Seleucia del 359.
La lettera festale di Atanasio del 368 riporta una serie di vescovi deceduti e dei loro successori; la lettera però non dice a quali diocesi appartenevano i vescovi menzionati. A Leonides succedette Serapione; quest'ultimo è identificato con l'omonimo vescovo di Ostracine di cui parla Palladio di Galazia nel Dialogo sulla vita di Crisostomo.
Ultimo vescovo noto di Ostracine è Abramo, che partecipò al concilio di Efeso del 431, nel quale prese le difese del proprio patriarca Cirillo di Alessandria.
Dal XIX secolo Ostracine è annoverata tra le sedi vescovili titolari della Chiesa cattolica; dal 23 gennaio 2023 il vescovo titolare è Milan Lach, S.I., vescovo ausiliare dell'eparchia di Bratislava e visitatore apostolico per i fedeli greco-cattolici slovacchi in Europa occidentale.

## Cronotassi

### Vescovi residenti
- Teoctisto † (menzionato nel 359) (vescovo ariano)
- Leonides † (? - circa 368 deceduto)
- Serapione † (circa 368 - circa 403)
- Abramo † (menzionato nel 431)

### Vescovi titolari
- Thomas Fennelly † (22 aprile 1901 - 22 luglio 1902 succeduto arcivescovo di Cashel)
- Cassian (Franz Anton) Spiß, O.S.B. † (17 settembre 1902 - 14 marzo 1905 deceduto)
- Inocencio Dávila y Matos † (25 maggio 1914 - 7 luglio 1927 nominato vescovo di Catamarca)
- Alexandre Berlioz, M.E.P. † (25 luglio 1927 - 30 dicembre 1929 deceduto)
- François O'Rourke, S.M.A. † (27 marzo 1930 - 28 ottobre 1938 deceduto)
- Friedrich Hünermann † (3 dicembre 1938 - 14 febbraio 1969 deceduto)
- Milan Lach, S.I. (19 aprile 2013 - 1º giugno 2018 nominato eparca di Parma)
- Milan Lach, S.I., dal 23 gennaio 2023 (per la seconda volta)